# Bombový útok na c. k. policejní ředitelství v Praze
Bombový útok na c. k. policejní ředitelství v Praze se uskutečnil v noci z 10. na 11. června 1869. Členové české anarchistické skupiny Blaník nastražili zápalnou časovanou výbušninu před vchod c. k. policejní ředitelství v Praze-Starém Městě na adrese Bartolomějská čp. 314/4, která nedlouho poté explodovala. Akce byla míněna jako demonstrativní akt proti rakouské státní moci, při výbuchu nebyl nikdo zraněn a došlo pouze k dílčím škodám na majetku. Pachatelé byli pražskou policií v řádu dnů vypátráni, usvědčeni a posléze odsouzeni k několika letům vězení, po ministerské amnestii roku 1871 byli však propuštěni.
Celou akci lze považovat za první teroristický útok v historii kriminalistiky českých zemí a zároveň jeden z mála podniknutých bombových útoků na území pozdější České republiky.

## Před útokem
Plán umístění časované nálože připravili členové tajného anarchistického spolku Blaník, tíhnoucího k českému vlastenectví, stejně jako myšlenkám internacionálního socialismu a radikální levice. Jeho hlavními strůjci byli anarchisté bratři Vilém a Čeněk (Vincenc) Körberovi. Ti cítili potřebu radikalizace projevů odporu proti rakouské moci v českých zemích, doposud se projevující národnostními manifestacemi, demonstracemi či šířením úředně zakázaného necenzurovaného tisku. V radikálnosti svých kroků byli patrně ovlivněni anarchisty podnikající bombové útoky ve Francii či Ruském impériu. Bombu se zároveň rozhodli před budovu umístit v noci, neměli tak patrně v úmyslu způsobit ztráty na životech a jejich čin měl být především demonstrativní.

## Bombový útok
V noci z 10. na 11. června 1869 v Praze umístil někdo ze zúčastněných členů Blaníku, patrně Čeněk Körber, u budovy policejního ředitelství šestiliberní dělostřelecký granát naplněný střelným prachem opatřený zápalnou šňůrou. Nálož položil před policejní budovu, zapálil doutnák a spěšně odešel, načež následovala hlučná exploze. Na budově ředitelství bylo rozbito 17 okenních tabulí, v protějším domě č. 339, kde byla tzv. Ungrova kavárna, potom 14.  

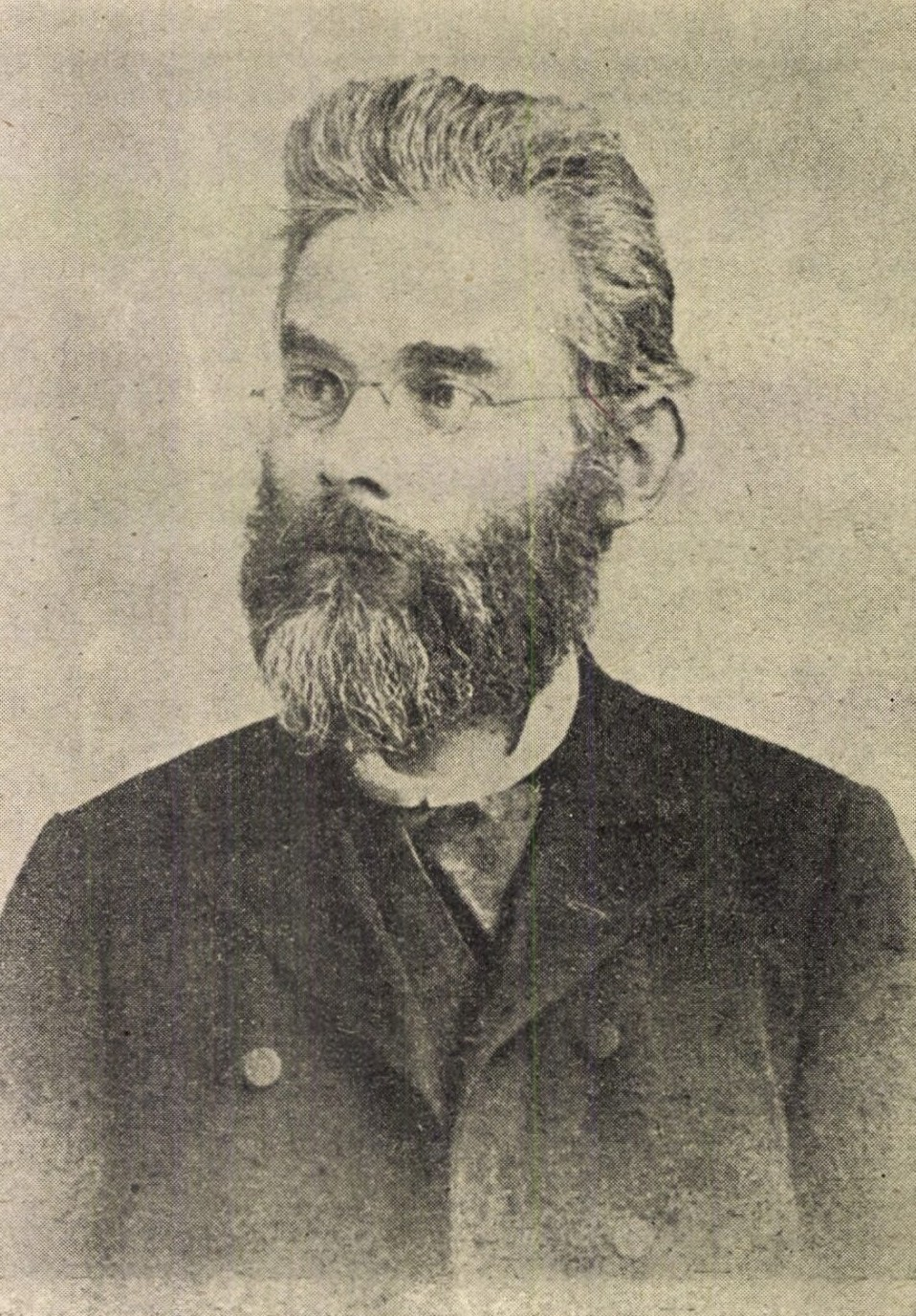
Vilém Körber, jeden z odsouzených spolupachatelů bombového útoku

## Vyšetřování

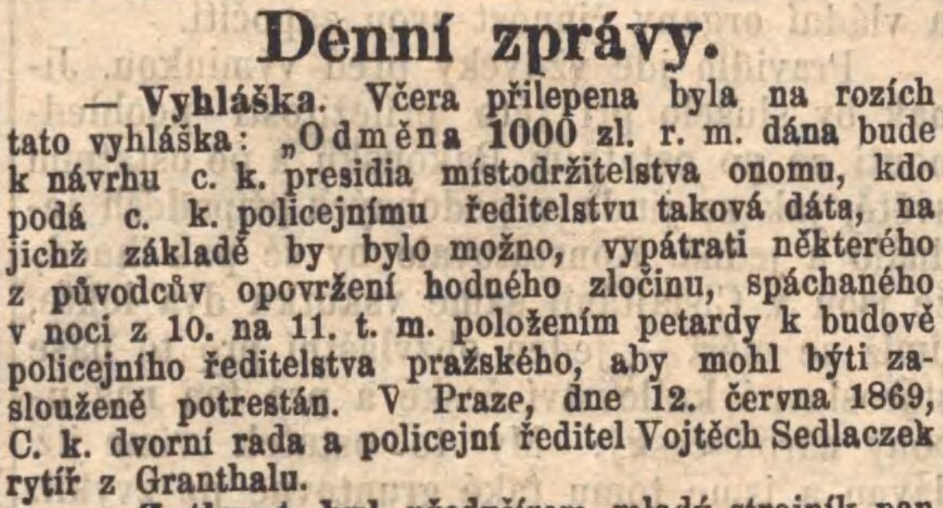
Informace o policejní vyhlášce odměny za informace o pachatelích bombového útoku v Bartolomějské (Národní listy, 13. června 1869)

12. června byla pražským policejním prezidentem Vojtěchem Sedlaczkem vypsána peněžní odměna 1000 zlatých za poskytnutí informací vedoucích k dopadení pachatelů, uveřejněná mj. v Národních listech. S pomocí výpovědí přihlášených svědků a informací od konfidenta, jakéhosi mladého studenta, získané komisařem Janem Tauschenauem.  
Následovala domovní prohlídka v bytě Viléma Körbera, která však neodhalila nic závadného, stejně tak prohledala byt dělníka Leopolda Schmidta. Poté se policisté odebrali do domu č. 943-I, vedle pivovaru U Reismanů, kde ve sklepě nalezli dílnu s ruční tiskárnou a nástroje a materiály určené k výrobě výbušného zařízení. Na útěku odsud pak zadrželi Čeňka Körbera. Policie během pár dnů dopadla a zadržela ještě studenta Františka Kolacího, úředníka Aloise Grossmanna a několik dalších mužů. Všichni byli členové spolku Blaník. 

## Soud a vězení
Všichni byli obžalováni pro zločin z velezrady a státní žalobce navrhoval Vilému Körberovi trest dvanácti let za mřížemi. Obžalované hájil známý právník a poslanec Českého zemského sněmu JUDr. Antonín Čížek. Díky dobré obhajobě dostali pachatelé relativně nízké tresty. Vilém nebyl uznán vinným zločinem velezrady, nýbrž odsouzen jen za rušení veřejného pokoje a dostal trest 7 měsíců žaláře. Jako jediný se proti rozsudku soudu neodvolal. Zbytek skupiny byl propuštěn během amnestie politickým vězňům s nástupem nového rakouského ministra vnitra Karla Sigmunda hraběte Hohenwarta roku 1871.
Vilém Körber ve své politické činnosti nadále nepolevil, nevolil již však cestu přímého násilí. I v následujících letech byl pak vězněn.